# Fernando Verdasco
Fernando Verdasco Carmona (Madrid, 15 de noviembre de 1983) es un extenista español. Su mejor puesto en el Ranking ATP fue el n.º 7 durante el año 2009. Sus mayores logros fueron las semifinales del Abierto de Australia 2009, su título de las ATP Finals 2013 en dobles; participación en la ATP World Tour Finals 2009 y ser finalista del Masters de Montecarlo 2010.

## Desarrollo deportivo
Comenzó a practicar el tenis a la edad de cuatro años. Jugador zurdo, con revés a dos manos, considera su derecha como su mejor golpe. En su haber tiene dos Campeonatos de España de Tenis, siete torneos profesionales ATP de individuales, conquistados en Valencia 2004, Umag 2008, New Haven 2009, San José y Barcelona 2010, Houston 2014 y Bucarest 2016 y otros siete de dobles, Estocolmo 2004, Buenos Aires, Acapulco, Umag y Hamburgo 2012, y San Petersburgo y Masters de Londres 2013. Destaca por conseguir la hazaña de tres Copa Davis con el equipo español en los años 2008, 2009 y 2011, aportando el punto decisivo en las dos primeras y formando también como sparring en la conseguida en 2004. Completó en 2018 quince temporadas consecutivas entre los Top 50 de ranking ATP (2004-2018), finalizando como Top 10 en 2009 y 2010. Con más de 500 victorias como profesional, se encuentra entre los 50 tenistas más ganadores de la historia de la ATP.
Su actuación más destacada hasta la fecha ocurrió el 23 de noviembre de 2008 al conseguir el punto decisivo para que España conquistase su tercera Copa Davis, tras derrotar en cinco sets (6-3, 6-7, 4-6, 6-3, 6-1) al argentino José Acasuso. En esa final, había participado también formando pareja de dobles con Feliciano López en el tercer partido de la eliminatoria, en el que ambos ganaron a la pareja de dobles argentina formada por David Nalbandian y Agustín Calleri por 5-7, 7-5, 7-6 y 6-3. Muy poco después del gran triunfo en la Davis, en enero de 2009 llegó a semifinales del Abierto de Australia, ganando previamente a rivales de peso como Andy Murray y Jo-Wilfried Tsonga, fase en la que fue apeado por Rafael Nadal, en un gran partido a cinco sets en la pista central del Grand Slam australiano. Ha sido su participación más importante en un torneo de Grand Slam.
En 2013 se proclamó campeón de la Copa Hopman junto a Anabel Medina al ganar el equipo español al combinado serbio (formado por Novak Djokovic y Ana Ivanovic) por 2-1. Además ese mismo año, junto a su compatriota David Marrero, consiguieron conquistar las ATP World Tour Finals de dobles tras vencer a la pareja preclasificada n.º 1, formada por los hermanos Bryan (Mike Bryan y Bob Bryan) por 7-5, 6-7 y 10-7.
En agosto de 2020 fue descalificado en Roland Garros por un falso positivo en las pruebas del COVID-19, y no pudo entrar en la competición. Ello le llevó a demandar una indemnización económica a los organizadores mediante una carta de sus abogados.

## Biografía

### Comienzos como profesional
Comenzó su carrera como profesional en el año 2001, terminando en el número 464 del mundo. Mejoró en el año 2002, año en que participó en varios challengers, llegando a la final en el torneo de Segovia y a las semifinales en Kiev y Eckental, terminando el año como número 173 del mundo.

### 2003
En 2003, Verdasco disputó su primer Torneo Masters Series, el Masters Series de Miami. Venció a Karol Kučera y a Max Mirnyi, para luego perder con su compatriota Carlos Moyá en tercera ronda. Tras este buen debut, tuvo una mala temporada en tierra batida y perdió en primera ronda en Wimbledon contra el finés Jarkko Nieminen en cinco sets. Posteriormente Verdasco disputó el Masters Series de Cincinnati donde perdió con el estadounidense Andy Roddick. En el Abierto de los Estados Unidos alcanzó la tercera ronda, donde cayó ante el tailandés Paradorn Srichaphan tras haber doblegado a su compatriota Tommy Robredo en primera ronda y al italiano Davide Sanguinetti en la segunda. Finalmente cerró el año como número 109 del mundo.

### 2004
El 2004 sería el año en que conquistaría su primer título ATP, al llevarse el Abierto de Tenis de la Comunidad Valenciana, ganando al defensor del título Juan Carlos Ferrero en las semifinales y a Albert Montañés en la final. También llegó a la final del Abierto Mexicano de Torneo de Acapulco y a los cuartos de final en los torneos de Halle y 's-Hertogenbosch, ambos sobre pistas de hierba. Alcanzó la tercera ronda en los Masters Series de Hamburgo y Madrid. Además llegó a los cuartos de final del torneo de Estocolmo y a las semifinales del torneo de Kitzbühel. Ese mismo año ganó su primer título de dobles junto a Feliciano López en Estocolmo, para terminar el año en el número 36 del ranking ATP

### 2005
En el año 2005 Verdasco tendría que conformarse con alcanzar los cuartos de final en el Torneo de Valencia, donde defendía título, Roma y New Haven. Alcanzó sin embargo las semifinales en San Petersburgo y fue finalista en Kitzbühel, donde fue derrotado por el argentino Gastón Gaudio. Su actuación más importante de este año fue en el Abierto de los Estados Unidos, llegando por primera vez a cuarta ronda de un Gran Slam, donde volvió a perder con Jarkko Nieminen. Al final del año tenístico, ascendió pocos puestos en la clasificación de la ATP con respecto al año anterior, acabando el mismo en el número 32.

### 2006
Fernando se coló en cuarta ronda de Wimbledon tras vencer a Vince Spadea en primera ronda, Benjamin Becker en segunda ronda y al argentino David Nalbandián en la tercera, uno de los favoritos del torneo. Perdió contra el checo Radek Štěpánek en un partido que llegó al quinto set. En agosto, Fernando alcanzó la tercera ronda del Abierto de Estados Unidos, donde perdió con el jugador local Andy Roddick, posterior finalista del torneo, en cinco sets. En las rondas previas Verdasco había eliminado a Fabrice Santoro en cuatro sets y a Thiago Alves en tres. Hacia el final de la temporada perdió en los cuartos de final del Campeonato Internacional de Sicilia, en Palermo contra el también español Rubén Ramírez Hidalgo. A partir de entonces Verdasco ya no volvió a ganar un partido en el resto de la temporada, al perder en primera ronda en los torneos de Metz, nuevamente ante Ramírez-Hidalgo, en la Copa Kremlin en Moscú ante el italiano Daniele Bracciali y en los Masters Series de Madrid ante Tim Henman, y París ante Michaël Llodra. Debido a estas últimas derrotas, Verdasco terminó el año en el puesto 35 de la clasificación ATP.

### 2007

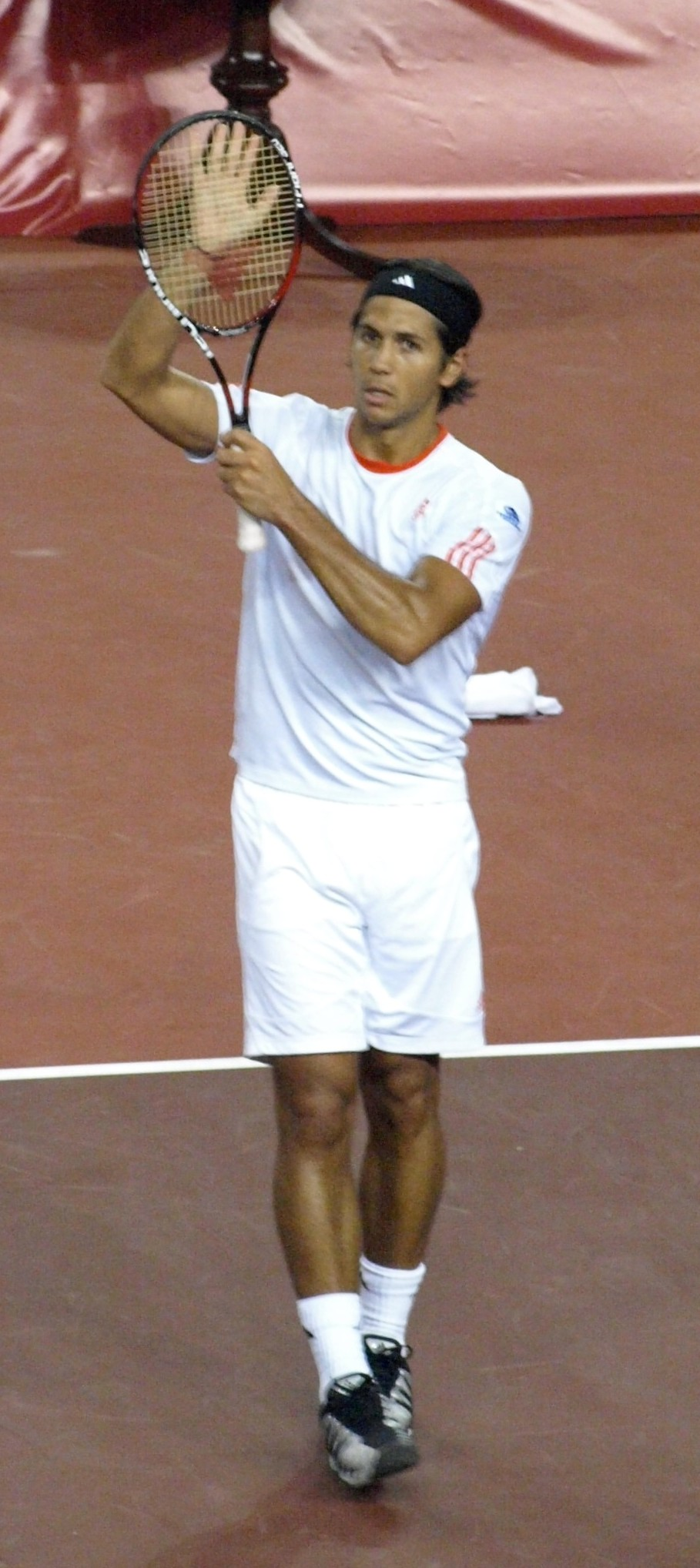
Fernando Verdasco tras ganar el Master Nacional de Tenis celebrado en Cáceres en el 2007.

En 2007, cayó frente al serbio Novak Đoković en la cuarta ronda de Roland Garros. En las rondas previas había derrotado a Jérôme Haehnel en la primera a Dmitri Tursúnov en la segunda y a su compatriota David Ferrer en la tercera. Previamente a su participación en el torneo francés había sido eliminado en primera ronda de los tres torneos Masters Series (Montecarlo, Roma y Hamburgo) jugados sobre tierra en los meses anteriores. Sus derrotas se produjeron frente a Richard Gasquet en Montecarlo y Roma, y frente al checo Tomáš Berdych en Hamburgo. En la temporada de hierba, fue derrotado en primera ronda del Torneo de Queens y alcanzó la tercera en Wimbledon donde perdió frente a Andy Roddick.
En el Masters de Madrid venció al también español Albert Montañés en la primera ronda, pero fue derrotado en la siguiente por el serbio Novak Đoković en tres set. Su mejor actuación del año llegó en el Torneo de San Petersburgo donde alcanzó la final, siendo derrotado por Andy Murray por 6-2 y 6-3. Finalizó el año en el puesto 26 de la clasificación ATP.
Campeón del Master Nacional de Tenis en Cáceres al imponerse en la final a David Ferrer.

### 2008

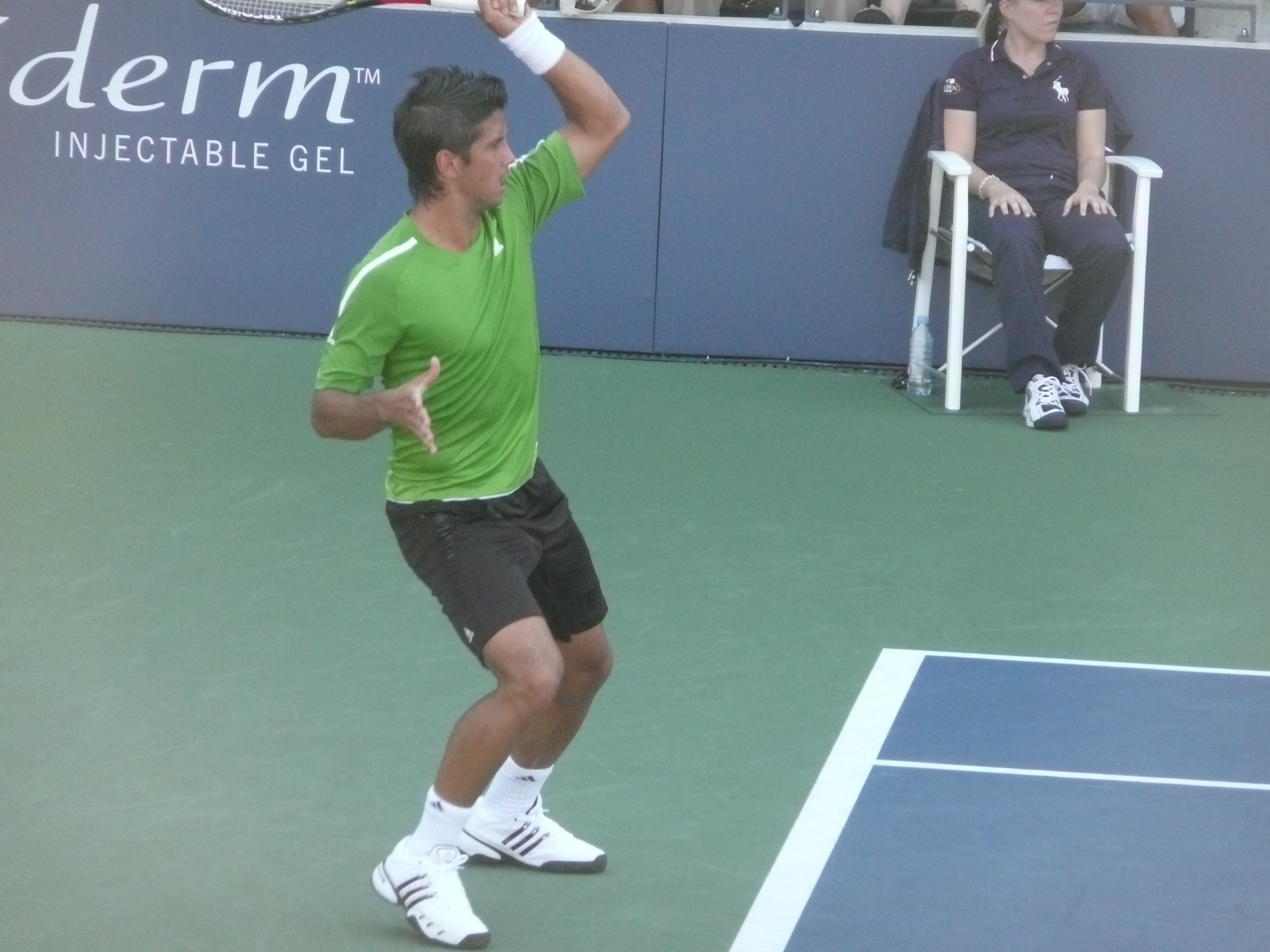
Verdasco en el Abierto de los Estados Unidos 2008.

Fernando acudió al Abierto de Australia como cabeza de serie número 25, debutando con una victoria contundente (6–4,6–0,6–3) ante Thierry Ascione. Pero en segunda ronda fue derrotado por Janko Tipsarević, quien posteriormente obligaría a Roger Federer a jugar 5 set para derrotarlo. En el Torneo de Dubái llegó a segunda ronda donde se vio las caras frente a Murray (que había vencido a Federer en primera ronda), el partido fue muy disputado y Fernando jugó un gran partido pero la victoria cayó del lado del escocés por 3–6, 6–3, 6–7 (5–7). En Berlín, Fernando y su compañero Feliciano López dieron el pase a las semifinales de la Copa Davis al equipo español al vencer a la pareja alemana formada por Philipp Kohlschreiber y Philipp Petzschner en un partido que se prolongó durante 4 horas y 45 minutos y que terminó con un resultado de 6-7(3), 7-6(1), 6-4, 2-6, 12-10. En el Masters de Montecarlo Fernando perdió frente a Gaël Monfils en primera ronda. En Barcelona, en el Torneo Conde de Godó perdió también en primera ronda frente a Nicolás Lapentti. Su juego mejoró en el Masters de Roma donde llegó a tercera ronda, tras vencer a Carlos Moya y a Lapentti, donde fue derrotado por James Blake. El buen nivel se mantuvo también en Hamburgo donde alcanzó los cuartos de final con victorias sobre Mijaíl Yuzhny (6-2, 6-3), Michaël Llodra (6-2, 6-0) y David Ferrer (7-6 (4), 6-2). Roger Federer sería el responsable de su eliminación al vencerle por 6-3, 6-3. El buen juego desplegado en Roma y Hamburgo hacía albergar esperanzas de realizar un buen Roland Garros, y así fue hasta que en octavos de final Rafel Nadal se cruzó en su camino.
El 9 de junio tras la finalización de Roland Garros, Fernando alcanzó por primera vez el Top 20. Esta clasificación mejoraría tras alcanzar la final del Torneo de Nottingham, situándose en el puesto 18.º. En Wimbledon jugó los octavos de final, siendo derrotado por Mario Ančić en un partido muy duro que finalizó con un tanteo de 13-11 en el quinto set. Esta actuación le encumbró al 13.º puesto de la ATP.
Su gran momento de forma se comprobó en el torneo de Umag donde venció a Ígor Andréiev en la final logrando su segundo título ATP, y ascendiendo al 11.º puesto de la clasificación. Andreev se tomaría la revancha en el Abierto de Estados Unidos, al vencer a Verdasco.
El momento más importante de la temporada y de su carrera hasta esa fecha se produjo en la final de la Copa Davis frente a la selección Argentina. Verdasco junto a Feliciano López lograron vencer el partido de dobles y al día siguiente Verdasco hizo historia al derrotar a José Acasuso y lograr el punto necesario que dio a España su tercer ensaladera.

### 2009

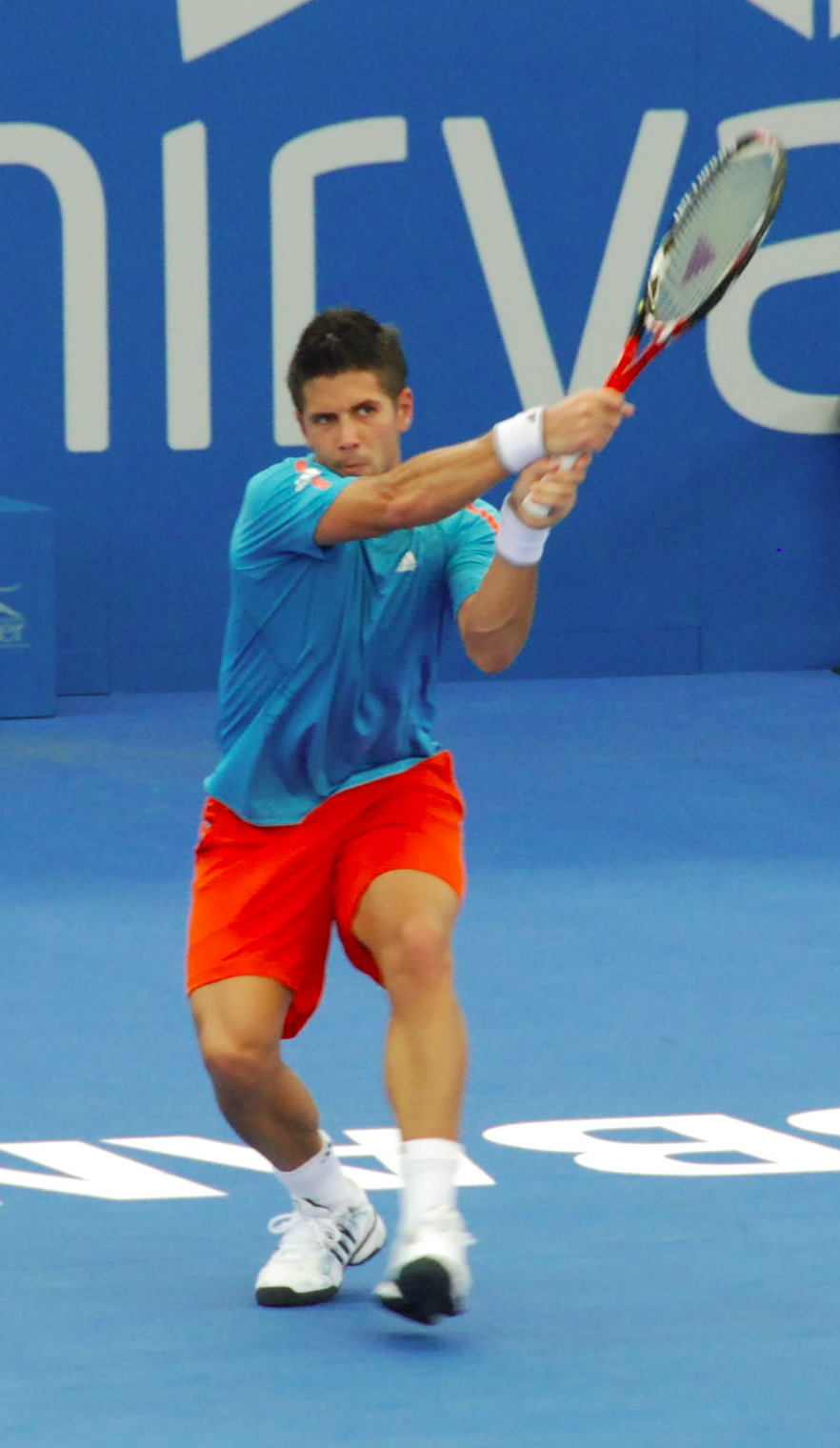
Verdasco durante el Torneo de Brisbane 2009.

Fernando comenzó la temporada de 2009 llegando a las finales del cuadro individual y del de dobles (junto a Mischa Zverev) en el Torneo de Brisbane. En ambas fue derrotado, en la final individual por Radek Štěpánek en tres set y en la de dobles por Marc Gicquel y Jo-Wilfried Tsonga por 6-4, 6-3.
En el Abierto de Australia derrotó en primera ronda a Adrian Mannarino por 6-0, 6-2, 6-2 desarrollando un juego arrollador. En la segunda y tercera ronda siguió jugando de forma excepcional venciendo a Arnaud Clément (6-1, 6-1, 6-2) y a su verdugo en Brisbane, Radek Štěpánek (6-4, 6-0, 6-0) con suma facilidad. En octavos de final se vio las caras frente a uno de los favoritos del torneo, el escocés Andy Murray al que logró doblegar en un apretado partido por 2-6, 6-1, 1-6, 6-3, 6-4. En cuartos de final venció a Jo-Wilfried Tsonga accediendo por primera vez a una semifinal de Grand Slam. En semifinales cayó derrotado por su compatriota Rafael Nadal 6-7, 6-4, 7-6, 6-7 y 6-4 en un maratoniano partido de 5 horas y 14 minutos de duración, a pesar de haber desplegado un gran juego, llevando la iniciativa y habiendo superado en varias ocasiones a su compañero y amigo. Las 5 horas y 14 minutos de juego convirtieron a este partido en el más largo de toda la historia del Abierto de Australia
En marzo, durante la gira por la Costa Este desplegó parte del buen juego mostrado en Australia, sin embargo no pudo llegar tan alto, cayendo en cuartos de final en Indian Wells (derrotado por Roger Federer 6-3, 7-6, a pesar de un buen segundo set) y en Miami (donde cayó ante Andy Murray 6-1, 6-2 sin poner apenas oposición). Tras estos dos torneos, Fernando alcanzó el octavo lugar en el ranking ATP.
En Montecarlo, primer Masters 1000 sobre arcilla, demostró ser el número dos español batiendo a David Ferrer (6-2, 6-1) en octavos de final. En cuartos de final, misma ronda que en los dos Masters anteriores, cayó ante el serbio Novak Djokovic (6-2, 4-6, 6-3) en un partido muy irregular para el español.
A pesar de la derrota, Fernando consigue ascender un puesto más en el ranking ATP alzándose a la sexta posición.
Llega a cuartos de final en Roma y Madrid donde pierde en ambas ocasiones contra Rafael Nadal. Consigue llegar a la cuarta ronda en Roland Garros y Wimbledon. En Montreal pierde en tercera ronda contra Andy Roddick por 7-6 (2), 4-6, 7-6 (5) y en Cincinnati pierde sorpresivamente en primera ronda contra Guillermo García López por 7-6(4) 7-6(4).
En el Abierto de Estados Unidos llega a cuartos de final pero cae derrotado ante Novak Djokovic por 7-6, 1-6, 7-5, 6-2.
Tras el último Grand Slam del año perdió la final del Torneo de Kuala Lumpur ante el ruso Nikolái Davydenko y cayó en cuartos de final del Abierto de Pekín ante Novak Djokovic, tras derrotar a Robby Ginepri y a Juan Carlos Ferrero.
El 13 de noviembre de 2009 Verdasco se clasifica a la Copa Masters después de que en el Masters de París su compatriota Rafael Nadal derrotara a Jo-Wilfried Tsonga, Novak Djokovic hiziera lo propio ante Robin Söderling, y el día anterior Fernando González se retirara de su encuentro ante Juan Martín del Potro, dándole así a Fernando el billete a Londres, a pesar de haber quedado eliminado en segunda ronda. La eliminación de esos tres jugadores le permitió conservar la octava plaza que da acceso al último torneo de la temporada.
En la Copa Masters, cayó derrotado por la mínima en sus tres enfrentamientos ante Roger Federer, (6-4, 5-7, 1-6), Juan Martín Del Potro, (4-6, 6-3, 6-7 (1), y Andy Murray, (4-6, 7-6, 6-7).
En 2009 consiguió ser campeón con España por segundo año consecutivo de la Copa Davis, con un resultado de 5-0 contra la República Checa, jugando y ganando, junto a Feliciano López, el partido de dobles.

### 2010
Fernando Verdasco comienza el año 2010 en plena forma. Se estrenó en enero en el Torneo de Kooyong contra el chileno Fernando González, al que ganó por 7-5, 6-1. Se enfrentaría entonces al serbio Novak Djokovic derrotándolo por un contundente 6-1, 6-2. Dos días más tarde, jugaría la final de ese torneo de exhibición contra el galo Jo-Wilfried Tsonga al que ganaría por 7-5, 6-3. De esa forma, Fernando se prepara para encarar el primer grand slam de la temporada, el Abierto de Australia. Una vez comenzado el abierto, Fernando se enfrenta al tenista australiano Carsten Ball, al que gana por 6-7, 7-6, 7-5 y 6-2. En segunda ronda, se enfrenta al tenista Iván Serguéiev al que gana por 6-1, 6-2 y 6-2. En tercera ronda se enfrenta contra el tenista Stefan Koubek, al que iba ganando por un parcial de 6-1 cuando se retiró del partido. De esta forma llega a octavos de final contra el ruso Nikolái Davydenko, que derrota a Verdasco en un partido a 5 sets (6-2, 7-5, 4-6, 6-7 y 6-3).
El madrileño conquistó el cuarto título ATP de su carrera al derrotar en la final del Torneo de San José a Andy Roddick (3-6, 6-4 y 6-4), después de deshacerse de Yen-Hsun Lu (6-3, 6-7 y 6-3), Benjamin Becker (7-5, 6-2), Richard Berankis (6-3, 7-6) y Denis Istomin (6-3, 2-6 y 6-4).
En el Torneo de Acapulco llega hasta cuartos de final, donde cae ante el argentino Juan Mónaco por 5-7 y 3-6.
En el primer Masters 1000 de la temporada en Indian Wells caería en tercera ante el checo Tomáš Berdych.
En el Masters de Miami superaría a Dudi Sela (6-1, 6-2), Jurgen Melzer (3-6, 7-6, 6-1) y Marin Čilić (6-4, 7-6), para caer de nuevo ante Tomáš Berdych en un apretado partido por (6-4, 6-7, 4-6).
En el tercer Masters 1000 de tierra batida, Montecarlo, derrota fácilmente al francés Julien Benneteau por 6-2 y 6-1. En tercera ronda se enfrenta al checo Tomáš Berdych, reciente finalista del Masters de Miami, derrotándolo por 5-7, 6-3, 6-2 en un duro partido. En cuartos de final derrota a su compatriota Albert Montañés 6-3, 6-7 (4), 6-0. En semifinales se enfrenta al serbio Novak Djokovic, con quien se enfrentó la temporada pasada en cuartos de final y finalista el año pasado, esta vez lo supera fácilmente 6-2 y 6-2. En la final cayó ante Rafael Nadal por 6-0 y 6-1.
Con este resultado consigue la 9.ª posición del ranking ATP.
Verdasco jugó la semana siguiente en el Trofeo Conde de Godó como el quinto cabeza de serie. Después de un descanso en la primera ronda derrotó a Richard Gasquet por quinta vez consecutiva, 7-5, 6-3. Luego venció a Jürgen Melzer por 3-6, 7-6 (1), 6-3 en la tercera ronda en un duro partido, en cuartos de final derrotaría a Ernests Gulbis por 6-2, 7-6 (4). En las semifinales peleó para vencer a David Ferrer por 6-7 (3), 7-5 y 6-1 para alcanzar su segunda final en dos semanas. Se enfrentó a Robin Soderling en la final, que ganó por 6-3, 4-6, 6-3. Con este impresionante resultado, afianzaría su puesto en el top-10 y conquistaría su repóker de títulos.
En el Masters de Roma, derrota a Simone Bolelli por 7-6 (11), 6-3, salvando varios puntos de set que tuvo el italiano en el primero. Luego derrotó a su amigo Guillermo García-López en la tercera ronda por 6-4, 7-6 (2). En los cuartos de final, volvería a batir a Novak Djokovic por 7-6 (4), 3-6, 6-4, en un encuentro de más de 3 horas. En la semifinal, notó el cansancio y perdió 7-5, 6-3 con David Ferrer, tomando este la revancha tras la victoria del madrileño la semana anterior.
En el Masters 1000 de Madrid llegó hasta octavos de final donde cayó ante el austríaco Jürgen Melzer por 7-5 y 6-3.
En la semana previa a Roland Garros, pierde la final del recién inaugurado Torneo de Niza ante el francés Richard Gasquet por 6-3, 5-7, 7-6 (5).

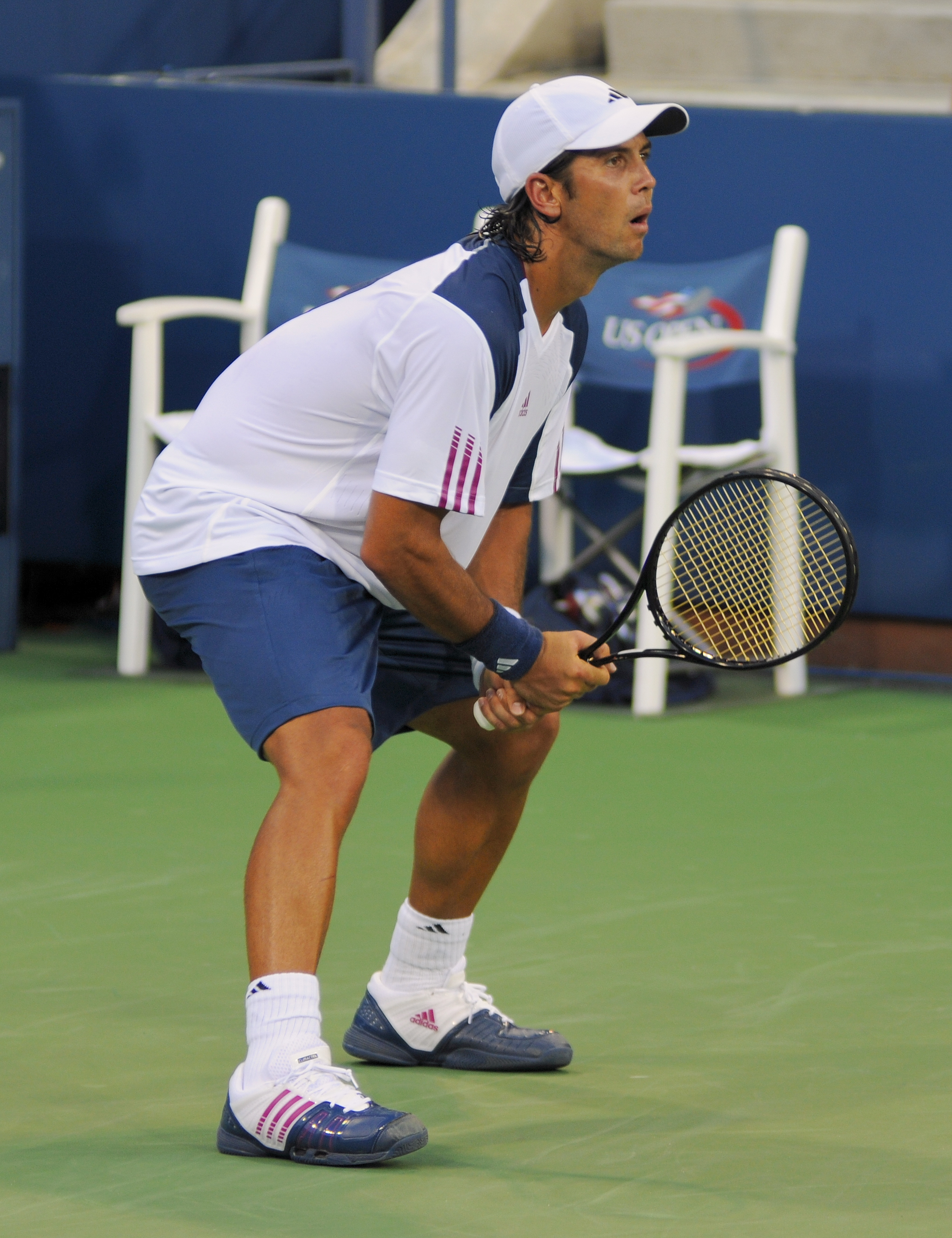
Verdasco en el Abierto de los Estados Unidos 2010 donde sería derrotado en cuartos de final por Rafael Nadal.

Fernando iniciaría Roland Garros derrotando a Ígor Kunitsyn por 6-4, 6-2, 6-2, luego a Florent Serra por 6-2, 6-2, 0-6, 6-4, a Philipp Kohlschreiber por 2-6, 6-3, 6-3, 6-7, 6-4, para caer ante Nicolás Almagro por 6-1, 4-6, 6-1, 6-4.
Verdasco se perdería el Torneo de Queen's Club por problemas físicos, llegaría tocado a la gran cita de Wimbledon y caería en primera ronda ante el italiano Fabio Fognini, hecho que no le ocurría a Verdasco desde su primera participación en 2003
Verdasco iba a jugar los cuartos de final de la Copa Davis con España, en singles Verdasco fue derrotado en el segundo partido de la serie en cuatro sets frente a Michaël Llodra por 6-7, 6-4, 6-3, 7-6 y al día siguiente en dobles Verdasco y Feliciano López serían derrotados también cuatro sets por Julien Benneteau y Michaël Llodra por 6-1, 6-2, 6-7, 7-6, finalmente España perdió la serie por 5-0 y España sería eliminado sin defender la Copa Davis que ganó en el año 2000, 2004, 2008 y 2009.
En su participación en el Torneo de Bastad, Fernando es el segundo cabeza de serie, compartiendo cartel con Robin Soderling, David Ferrer y Nicolás Almagro entre otros. En la primera ronda arrasaría sin problemas al francés Stephane Robert por 6-1, 6-1, pero un Tommy Robredo impecable le venció por 6-4, 6-3. Con este resultado se acaba la temporada de tierra para Verdasco que entrenaría en Las Vegas para preparar la gira americana sobre cemento y el Abierto de Estados Unidos.
Fernando iniciaría la gira tras dos semanas de descanso en el Torneo de Washington de categoría ATP World Tour 500, tendría un durísimo debut en el que salvaría dos bolas de partido para acabar imponiéndose a Michael Berrer por 4-6,7-5 y 7-6. Luego derrotaría a Ryan Sweeting y caería en cuartos ante el a la postre finalista del torneo Marcos Baghdatis.
En los Masters 1000 de Toronto y Cincinnati, caería en segunda ronda ante Jeremy Chardy y Mardy Fish respectivamente.
Verdasco inicia el Abierto de Estados Unidos con dudas en una victoria reñida ante Fabio Fognini por 1-6, 7-5, 6-1, 4-6, 6-3, para luego superar a Adrian Mannarino por 6-1, 6-2, 6-2, a David Nalbandian por 6-2, 3-6, 6-3, 6-2, y a David Ferrer en un increíble partido en el que remontaría dos sets en contra y que duraría más de cuatro horas, (5-7, 6-7, 6-3, 6-3 y 7-6), más tarde en los cuartos de final fue eliminado frente a su compatriota y Número 1 del mundo Rafael Nadal por 6-3, 7-5, 6-4 .
Verdasco Iniciaría la gira asiática en el PTT Thailand Open cayendo en primera ronda contra Benjamin Becker, una semana después en el Torneo de Beijing cayó también en primera ronda con Philipp Kohlschreiber y finalmente la gira asiática terminaría para el en el Masters de Shanghái tras caer en primera ronda con Thiemo de Bakker, Verdasco participaba en el Torneo de Valencia venciendo en primera ronda a Michael Russell y luego en segunda ronda perdía en sets corridos con Gilles Simon. Verdasco empezó el Masters de París como última oportunidad para el ATP World Tour Finals, en segunda ronda vencía al francés Arnaud Clement por 3-6, 6-3 y 6-0 y después en tercera ronda sería derrotado por Gaël Monfils por 6-7, 7-6 y 7-5 esfumándose sus esperanzas de participar en el ATP World Tour Finals y tuvo que conformarse con ser suplente y finalizó el año como número 9 del ranking ATP.

### 2011

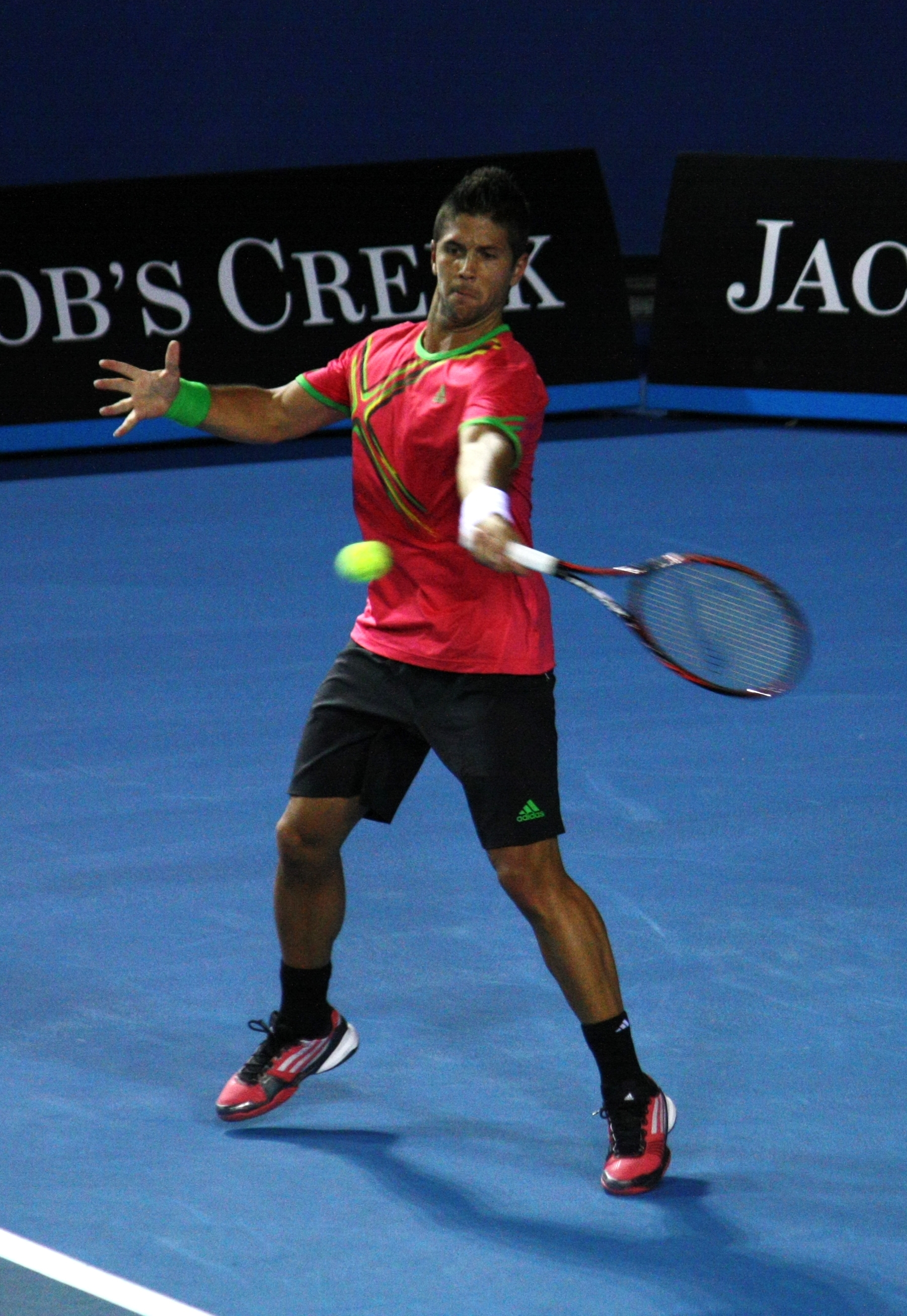
Fernando Verdasco durante el Abierto de Australia 2011 donde cayó en octavos de final con Tomáš Berdych.

Verdasco iniciaba el año 2011 en el Brisbane International donde fue finalista en el año 2009, sería derrotado en primera ronda por el alemán Benjamin Becker por 6-1, 6-7(2), 6-3. Comenzaba el Abierto de Australia donde en primera ronda vencía en sets corridos al exfinalista Rainer Schüttler por 6-1, 6-3 y 6-2, después en segunda ronda Verdasco tenía un duro enfrentamiento contra el serbio Janko Tipsarević donde salvó 3 puntos de partido para ganar en 5 sets por 2-6, 4-6, 6-4, 7-6(0) y 6-0, en la tercera ronda se enfrentaría a al japonés Kei Nishikori donde lo vencía muy fácil por 6-2, 6-4, 6-3 y finalmente en la cuarta ronda Verdasco quedaría muy decepcionado con su derrota frente al checo Tomáš Berdych por 6-4, 6-2 y 6-3.
Verdasco iba al Torneo de San José a defender el título que ganó en el año 2010, en 1.ª ronda derrotaba sin complicaciones al estadounidense Rajeev Ram por 6-3 y 6-2, más tarde en octavos vencía al gigante croata Ivo Karlović por 7-5 y 7-5, en cuartos vencía nuevamente a Denis Istomin a quien venció el año pasado y lo derrotó por 6-4 y 6-4, en semis derrotaría en su regreso al argentino Juan Martín del Potro por 6-4 y 6-4 y en la final Verdasco sería detenido por el canadiense Milos Raonic quien lo venció por 7-6(6) y 7-6(5).
Verdasco volvía a participar en el Torneo de Memphis donde sería derrotado en 1°ronda nuevamente por el canadiense Milos Raonic por 6-4, 3-6 y 7-6 (5), el canadiense ya había derrotado a Verdasco tres días antes en la final de San José, Verdasco también sería derrotado en primera ronda en el Torneo de Acapulco por el brasileño Thomaz Bellucci por 6-2, 4-6 y 6-3.
Verdasco iba a participar en la Copa Davis frente a Bélgica, en singles derrotaría a Xavier Malisse por 6-4, 6-3 y 6-1, al día siguiente participaba en dobles con su compañero legítimo Feliciano López y los dos derrotarían a Olivier Rochus y Steve Darcis por 7-6(0), 6-4 y 6-3, la serie la ganaría España por 4 a 1 con victorias de Verdasco, Rafael Nadal 2 veces y el equipo de dobles.
Comenzaba Indian Wells el primer Masters 1000 del año donde Verdasco en 2ª ronda vencía a Richard Berankis por 7-5, 2-0 y retiro de Berankis, pero un maravilloso Sam Querrey vencía a Verdasco por 7-5 y 6-4.
En el Masters de Miami Verdasco tuvo una rápida salida frente a su compatriota Pablo Andújar quien lo derrotó por 3-6, 7-6(3) y 6-4.
Nuevamente Verdasco tuvo una mala actuación en un Masters tras caer con Tommy Robredo por 6-3 y 6-4 en el Masters de Montecarlo donde Verdasco el año anterior hizo su primera final para caer frente a Rafael Nadal. Verdasco participaba en el Torneo de Estoril donde en segunda ronda derrotaba al finalista del año 2010 Frederico Gil por 6-1 y 7-6 (5), en cuartos Verdasco tuvo un duro enfrentamiento frente al sudafricano Kevin Anderson y lo pudo derrotar por 6-7 (2), 6-2 y 6-3, en semis Verdasco derrotaba por primera vez al canadiense Milos Raonic por 6-4 y retiro de Raonic y en la Final un increíble Juan Martín del Potro lo venció por 6-2 y 6-2.
Verdasco volvió a tener una mala actuación en un masters tras caer con Yen-Hsun Lu por 7-6(7) y 7-5 en el Masters de Madrid. En el Masters de Roma Verdasco venció nuevamente al canadiense Milos Raonic por 6-4 y 6-4 y así empatar 2 a 2 en enfrentamientos entre sí y todos fueron este año, Verdasco cayó increíblemente en la 2ª ronda con Robin Söderling tras desperdiciar 3 puntos de partido para perder por 2-6, 7-5 y 6-4.
Comenzaba Roland Garros el segundo Grand Slam del año donde en primera ronda verdasco derrotaba a Juan Mónaco por 6-2, 7-5, 4-6 y 6-4, en 2ª ronda Verdasco derrotó tras un lento inicio a Xavier Malisse por 4-6, 6-3, 7-6(5) y 6-1 y finalmente Verdasco por primera vez desde 2006 no pudo superar la tercera ronda tras caer con el croata Ivan Ljubičić por 6-3, 7-6 y 6-4, donde Verdasco sufría lesiones en el pie y también de algunos problemas estomacales.
En la temporada de césped Verdasco participaba en el Torneo de Queen's Club donde en segunda ronda derrotaba muy fácil al finalista del año 2007 Nicolas Mahut por 6-2 y 6-3, después en 3ª ronda derrotaba en su regreso al argentino David Nalbandian por 7-5 y 6-1, ya en cuartos de final sería derrotado por el 4 veces campeón Andy Roddick por 6-2 y 6-2.

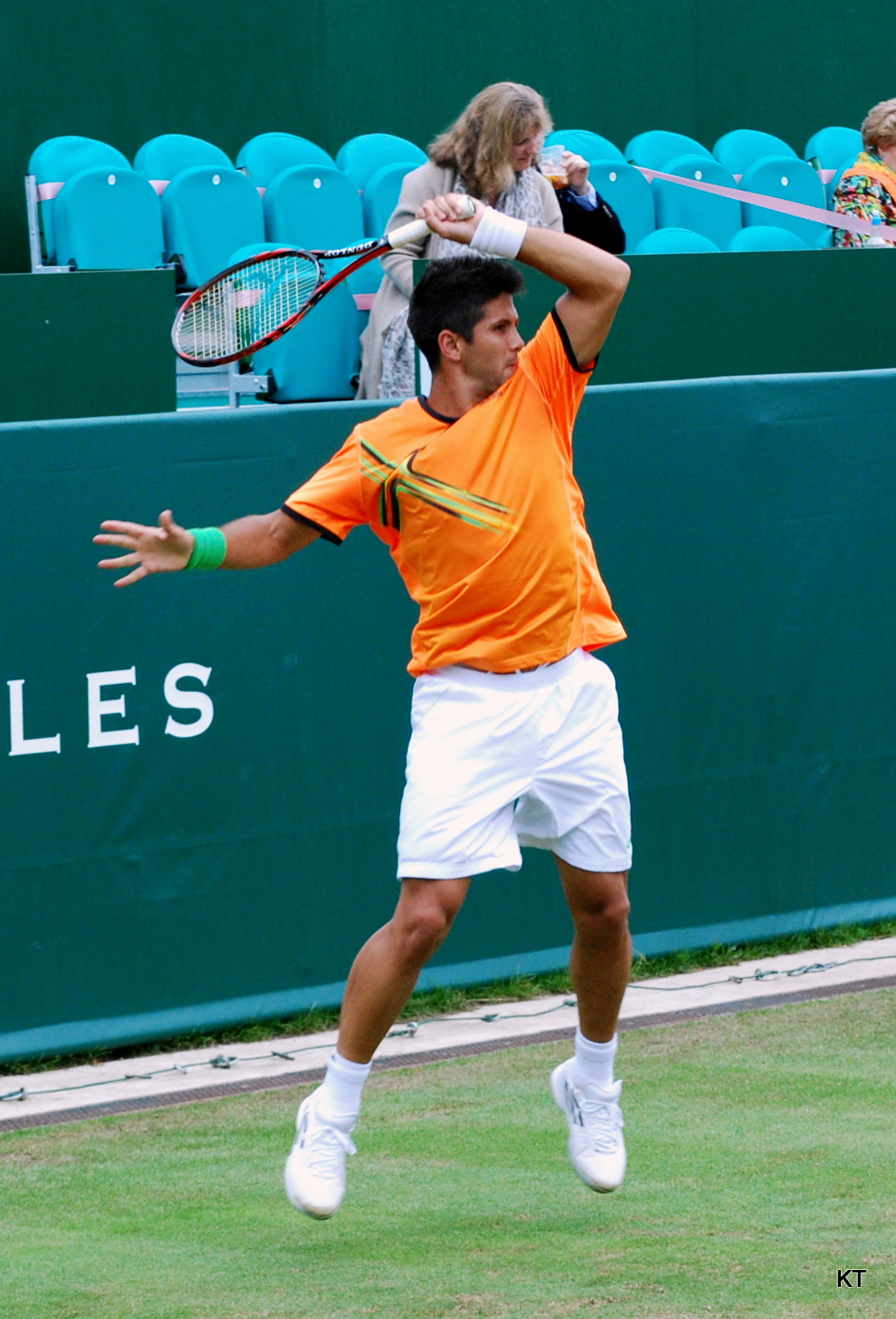
Fernando Verdasco durante una exhibición en Boodles 2011.

Finalmente comenzaba Wimbledon donde Verdasco tuvo un duro rival, el checo Radek Štěpánek donde Verdasco tuvo que remontar 2 sets abajo y le pudo ganar en un partido a 5 sets por 2-6, 4-6, 6-3, 7-6(6), 9-7, pero sería derrotado por el Neerlandés Robin Haase en segunda ronda por 6-3, 6-4, 4-6, 6-2.
Nuevamente Verdasco iba a participar en la Copa Davis, solamente en dobles donde participó junto a Marcel Granollers, pero cayeron frente a los número uno del mundo Bob Bryan y Mike Bryan por 6-7(3), 6-4, 6-4, 6-4, pero ganaron el pase a las semifinales cuando David Ferrer venció a Mardy Fish por 7-5, 7-6(3), 5-7 y 7-6 y así España venció 3 a 1 a Estados Unidos con 2 victorias de David Ferrer y la otra de Feliciano López.
Más tarde iba a estar en el Torneo de Hamburgo donde empezó sin dificultad derrotando a su compatriota Pablo Andújar por 6-2 y 6-3, después en tercera ronda derrota al local invitado Cedrik-Marcel Stebe por 7-5 y 6-2, avanzó por primera vez a las semifinales tras vencer al segundo preclasificado y finalista del año pasado Jürgen Melzer por 6-3, 2-6, 6-4, pero ya en las semifinales cayó con Nicolás Almagro por 6-4 y 6-1.
Verdasco se presentó en el Torneo de Gstaad y no tuvo problemas en su debut tras derrotar en segunda ronda al portugués Frederico Gil por 6-3 y 6-2, en cuartos de final derrotó en un duro partido al francés Julien Benneteau por 6-4, 5-7, 6-1, en semifinales se vengó de Nicolás Almagro, su verdugo de Hamburgo tras vencerlo por 6-7(2), 7-6(2), 6-3, pero en la final cayó con su compatriota Marcel Granollers por 6-4, 3-6, 6-3.
Fernando recibió un Wild Card para su participación en el Torneo de Washington donde también había recibido uno el año pasado, comenzó el torneo derrotando al australiano proveniente de la fase de clasificación Marinko Matosevic por 6-4 y 6-4, en la tercera ronda derrota sin complicaciones a su verdugo del Abierto de Australia 2010 el ruso Nikolái Davydenko por 6-4 y 7-5, pero nuevamente cayó en cuartos de final con el checo Radek Štěpánek por 6-4 y 6-4.
Una semana después se presentó en Montreal donde en primera ronda derrota al alemán Tobias Kamke por 5-7, 6-3, 6-3, pero en segunda ronda cayó con el serbio Janko Tipsarević por 6-4, 6-7(5), 6-3. A la semana siguiente en Cincinnati consiguió su primera victoria en tres años tras vencer al brasileño Thomaz Bellucci por 6-3 y 7-6(5), luego en la segunda ronda derrota al francés Michaël Llodra por un contundente 6-4 y 6-4, más tarde Fernando cae en tercera ronda en un partido maratónico frente a Rafael Nadal que duró 3 horas y 37 minutos y perdió por 7-6(5), 6-7(4), 7-6(9).
En el Abierto de Estados Unidos comenzó derrotando en primera ronda al finlandés Jarkko Nieminen por 3-6, 6-4, 6-1, 6-4, en segunda ronda derrota en sets corridos al turco Marsel Ilhan por 6-4, 6-3, 6-1, pero en tercera ronda cayó con el francés Jo-Wilfried Tsonga por 6-3, 7-5, 6-4.
En las semifinales de la Copa Davis junto a Feliciano López, en dobles fueron derrotados por Jo-Wilfried Tsonga y Michaël Llodra por 6-1, 6-2, 6-0, aunque Rafael Nadal puso el punto para ser finalistas, Verdasco con la serie ya definida aplastó a Richard Gasquet por 6-2 y 6-1, y de locales España se va a enfrentar en la final a la Argentina que derrotó al Serbia de Novak Djokovic.
Más tarde en el Torneo de Beijing vence en primera ronda al francés Michaël Llodra por 6-4 y 6-2, en segunda ronda superó un mal comienzo en su victoria frente al italiano Flavio Cipolla por 2-6, 6-1, 6-2, pero en cuartos de final cayó frente al tercer cabeza de serie y número 10 del mundo Tomáš Berdych por 6-1 y 6-0. En el Masters de Shanghái venció en primera ronda al invitado local Zhe Li por 6-2 y 6-2, pero en segunda ronda cayó derrotado por su compatriota Juan Carlos Ferrero por 4-6, 6-3, 6-2.
En Valencia tuvo una decepcionante derrota en primera ronda frente a David Ferrer por 6-2, 6-3, Verdasco finalizó su año en el Masters de París venciendo en primera ronda a Marin Čilić por 3-6, 6-2, 6-3, para después caer en segunda ronda con el checo Tomáš Berdych por 6-3, 7-5.

### 2012
Verdasco comenzó el año con una primera participación en la Copa Hopman asociado con Anabel Medina en representación a España.
Llegó a los cuartos de final en el Torneo de Auckland, donde perdió ante David Ferrer en dos sets. Verdasco perdió en la primera ronda del Abierto de Australia 2012 ante la joven promesa australiana Bernard Tomic.
Verdasco, luego viajó a Brasil, para disputar el Torneo de Sao Paulo, donde alcanzó los cuartos de final, sólo para ser derrotado por su compatriota Albert Ramos. Llegó a la final en Acapulco, pero fue derrotado nuevamente por David Ferrer.
En el primer Masters 1000 de la temporada, el de Indian Wells, llega hasta tercera ronda donde es eliminado por el argentino Juan Martín del Potro. En Miami también llega hasta tercera ronda, donde es eliminado por su compatriota Nicolás Almagro.
En Barcelona, fue derrotado en las semifinales por el eventual campeón y n.º 2 del mundo, Rafael Nadal. En el Masters 1000 de Madrid, llegó a los cuartos de final, perdiendo ante Tomáš Berdych, aunque consiguió derrotar al n.º 2 del mundo, Rafael Nadal.
Llegó a la tercera ronda del Abierto de Francia de 2012, pero fue derrotado en cinco sets por Andreas Seppi, que había derrotado anteriormente a Nikolái Davydenko en la primera ronda y llegó a tener Novak Djokovic a cinco sets en la siguiente ronda. Verdasco antes de llegar a tercera ronda había vencido en el torneo parisino a Steve Darcis y Gilles Muller.
Después de Roland Garros, jugó en Prostějov y perdió en la primera ronda. Fue derrotado por sorpresa por un tenista desconocido y más allá del número 100 del ranking, Marek Semjan en tres sets.
En Wimbledon, llegó a la tercera ronda, perdiendo ante Xavier Malisse en cinco sets. Verdasco fue derrotado por Marcel Granollers en las semifinales del Torneo de Umag.
En el US Open, ganó las dos primeras rondas a Rui Machado y Albert Ramos, pero perdió en la tercera ronda ante Roger Federer.
Verdasco llegó a los cuartos de final en el Bangkok, perdiendo ante Janko Tipsarević en tres sets.
Para terminar su temporada, llegó hasta tercera ronda del penúltimo Masters 1000 del año, el de Shanghái donde derrotó a Go Soeda y Juan Mónaco, pero cayó ante Marin Čilić.
Ya en el último Masters 1000 de la temporada, el Masters de París se retira en primera ronda cuando había perdido el primer set por 1-6 ante el estadounidense Sam Querrey.
Por primera vez en cuatro años, no forma parte del Equipo español de Copa Davis, que llegó a la final y la perdió ante la República Checa.

### 2013
La temporada no podía comenzar mejor para Verdasco, ya que junto con Anabel Medina ambos conquistan la Copa Hopman ante el combinado serbio formado por Novak Djokovic y Ana Ivanovic. Verdasco cayó en su partido ante Nole por 6-3 y 7-5, pero España se repuso gracias a la sorprendente victoria de Medina ante Ana Ivanovic por 6-4, 6-7 y 6-2. Y en el partido de dobles mixto definitivo la pareja hispánica venció 6-4 y 7-5 a los serbios, lo que daba a España su cuarta Copa Hopman.
Ya a nivel individual, Verdasco comenzó su temporada en el Torneo de Sídney, donde fue eliminado en segunda ronda por el uzbeko Denis Istomin. En el Abierto de Australia llegó a tercera ronda, tras eliminar a David Goffin y Xavier Malisse, pero cayó ante Kevin Anderson.
Después disputó el Torneo de San José, torneo que ganó en 2010, pero en esta ocasión fue eliminado en primera ronda. En el Masters de Indian Wells (primero de la temporada), Verdasco cayó de paliza (0-6 y 1-6) ante Jarkko Nieminen. En el de Miami también cayó en segunda ronda esta vez siendo derrotado por Alejandro Falla.
Su temporada de tierra batida, comenzó en el Masters de Montecarlo, donde cayó en primera ronda ante Marinko Matosevic. En el Conde de Godó fue eliminado en segunda ronda por Ernests Gulbis. Realizó un gran Masters de Madrid donde llegó hasta tercera ronda tras eliminar al cañonero Milos Raonic y a David Goffin pero cayó ante Jo-Wilfried Tsonga. Ya en Roland Garros ganó a Marc Gicquel en primera ronda, pero cayó ante Janko Tipsarević en cinco sets, en la segunda, en un partido disputadísimo, que estuvo a punto de remontar (6-7, 1-6, 6-3, 7-5 y 6-8).
Comenzó su preparación para la hierba y Wimbledon en el Torneo de Eastbourne donde eliminó a Aleksandr Dolgopólov y Albert Ramos, pero cayó en cuartos ante su amigo, compatriota y a la postre campeón del torneo, Feliciano López.
Tras esto, realizó un gran Wimbledon. En primera ronda eliminó a Xavier Malisse, en segunda a Julien Benneteau, en tercera a Ernests Gulbis, y en cuarta ronda al francés Kenny de Schepper. Tras perder solo un set llegó a cuartos de final, obteniendo así su mejor actuación en el torneo londinense. En dicha ronda se enfrentó al n.º 2 del mundo e ídolo local Andy Murray, donde cayó en cinco sets, aunque consiguió ganar los dos primeros (6-4, 6-3, 1-6, 4-6 y 5-7).
Su momento dulce continuó en el Torneo de Bastad donde llegaba como el octavo preclasificado. En primera ronda venció al tenista local Andreas Vinciguerra por 6-4 y 7-6(3). En segunda ronda venció a Jan-Lennard Struff por 6-1 y 7-5. En cuartos de final se deshizo de su compatriota Nicolás Almagro por 6-4, 4-6 y 7-5. En semifinales venció al quinto cabeza de serie Grigor Dimitrov en un gran partido que acabó 6-7(7), 7-5 y 5-7, por lo que Verdasco se plantó en su primera final del año. Tras realizar un gran año, en la final se vio sorprendido por el argentino Carlos Berlocq —n.º 74 del mundo— quien le derrotó por 7-5 y 6-1 en una hora y media.
Siguió con su temporada de verano de arcilla en el Torneo de Hamburgo, donde llegaba como decimocuarto cabeza de serie. En segunda ronda venció a su compatriota Roberto Bautista por 4-6, 6-3 y 2-6. En tercera ronda derrotó al cuarto cabeza de serie Jerzy Janowicz por 5-7, 4-4 y retiro del polaco. En cuartos de final, volvió a caer ante un argentino, Federico Delbonis quién le derrotó por parciales de 7-6(5), 6-7(8) y 4-6, y que a la postre sería finalista.
Cerró definitivamente su temporada de arcilla en el Torneo de Kitzbühel donde era el tercer favorito. En segunda ronda venció a su compatriota Guillermo García-López por 6-2 y 7-6(7). En tercera ronda cayó ante el neerlandés Robin Haase por 6-4, 4-6 y 3-6.
Volvió a las canchas duras para el US Open Series, para lograr una buena forma para el último Grand Slam del año. Su primer torneo en esta serie fue el último antes del US Open, el de Winston-Salem donde llegaba como séptimo favorito. En segunda ronda venció a Tim Smyczek por 3-6, 6-3 y 6-3. En tercera ronda se vengó de su derrota ante el neerlandés Robin Haase en Kitzbühel ganándole por 6-4, 6-7, 6-3. En cuartos de final cayó ante el que a la postre sería finalista, Gael Monfils por 7-6, 4-6 y 4-6. Así llegó al último major del año, el US Open 2013, donde llegó como vigesimoséptimo cabeza de serie. Sin embargo, no hizo valer esa condición y cayó en la primera ronda ante el croata Ivan Dodig en un largo partido por 6-3, 7-5, 1-6, 4-6 y 6-3.
Luego volvió a representar a España en el play-off de salvación de la Copa Davis tras dos años ante el equipo de Ucrania. Ganó sus dos partidos de individuales ante Aleksandr Dolgopólov por 3-6, 6-4, 6-4 y 6-2, y Vladislav Manafov (6-2 y 6-1) y España pudo permanecer en el Grupo Mundial.
Antes de marcharse a la gira asiática, disputó el Torneo de San Petersburgo, donde partía como el quinto cabeza de serie. En primera ronda cayó sorprendentemente ante el ucraniano Sergiy Stajovski -más allá del n.º 100 del mundo- por 3-6 y 4-6. Sin embargo en dobles, junto con su compatriota David Marrero consiguieron ganar su primer título del año al vencer a la pareja formada por el británico Dominic Inglot y el uzbeko Denis Istomin por 7-6(6) y 6-3.
En la gira asiática, en el Masters de Shanghái, compitió tanto en individuales como en dobles. En individuales en primera ronda venció al local Ze Zhang por 5-7 y 2-6. Cayó en segunda ronda ante el décimo cabeza de serie, Milos Raonic por 6-7(1), 6-3 y 3-6. En dobles, de nuevo con Marrero, consiguieron llegar a la final, donde cayeron ante los quintos preclasificados, el croata Ivan Dodig y el brasileño Marcelo Melo por 7-6(2), 6-7(6) y 10-2.
Luego, cerraría su temporada en la gira europea por pistas duras en cachas cerradas. Disputó el Torneo de Estocolmo de nuevo en individuales y dobles. En individuales, venció a Ivan Dodig en primera ronda por 6-7(2), 6-1 y 6-4 y, a Jarkko Nieminen en segunda ronda por 2-6, 6-3 y 3-6. No se presentó en cuartos de final en su partido ante su compatriota David Ferrer debido al cansancio. En dobles de nuevo con Marrero llegaron a cuartos, donde se tuvieron que retirar también. Luego disputó el Torneo de Valencia en ambas modalidades. En individuales cayó en primera ronda ante el polaco Michal Przysiezny por 3-6 y 6-7(1). En dobles volvieron a llegar a cuartos de final donde cayeron ante Tommy Haas y André Sá. Cerró su temporada a nivel individual en el Masters de París. En primera ronda derrotó al letón Ernests Gulbis por 6-7(3) y 6-7(5). En segunda ronda cayó ante el noveno cabeza de serie Richard Gasquet por 7-5, 6-7(6) y 6-3.
Sin embargo, su temporada no acabó ahí, ya que tanto él como su compañero David Marrero, lograron clasificarse para las ATP World Tour Finals en la modalidad de dobles. Quedaron encuadrados en el grupo B, donde lograron pasar a las semifinales tras vencer a sus compatriotas Marcel Granollers y Marc López y a la pareja formada por el indio Leander Paes y el checo Radek Štěpánek y perdiendo ante Alexander Peya y Bruno Soares. En semifinales se impusieron a la tercera mejor pareja, formada por Ivan Dodig y Marcelo Melo por 6-7(8) y 5-7. En la final hicieron historia tras vencer por un ajustadísimo 7-5, 6-7(3) y 10-7 a la mejor pareja de la historia, formado por los hermanos Bryan (Mike Bryan y Bob Bryan), lo que les llevó a convertirse en una de las mejores parejas del presente.
Verdasco acabó la temporada ubicado en el puesto n.º 32 en individuales y en el n.º 8 en dobles.

## Vida privada
Casado desde el 8 de diciembre de 2017 con Ana Boyer Preysler, hija del economista Miguel Boyer y la socialite Isabel Preysler. Son padres de Miguel, nacido el 26 de marzo de 2019, de Mateo, nacido el 21 de diciembre de 2020 y de Martín, nacido el 24 de abril de 2024. Además, por su matrimonio es cuñado de la presentadora Chábeli Iglesias, los cantantes Julio Iglesias Jr. y Enrique Iglesias, y la aristócrata Tamara Falcó, y concuñado de la tenista Anna Kournikova.
En 2024 participó en el concurso de televisión de Antena 3 Mask Singer: adivina quién canta junto a su esposa Ana Boyer, bajo la máscara de Corazón.